# Idelalisib
Idelalisib este un agent chimioterapic utilizat în asociere cu rituximab în tratamentul leucemiei limfocitare cronice (LLC). Inhibă fosfatidilinozitol-3-kinaza de tipul p110δ. Calea de administrare disponibilă este cea orală.